# Big Show

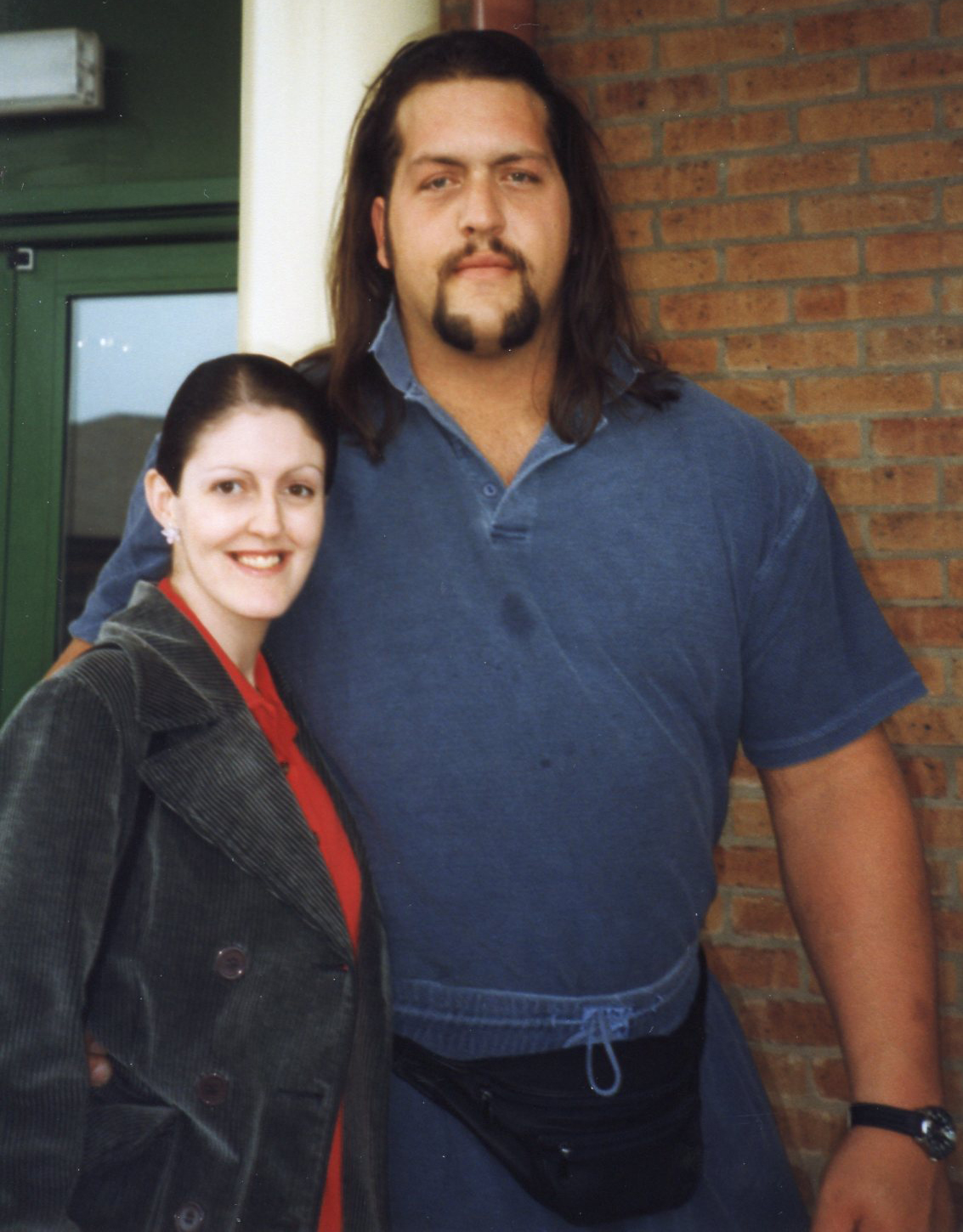
Big Show, 1999-ben

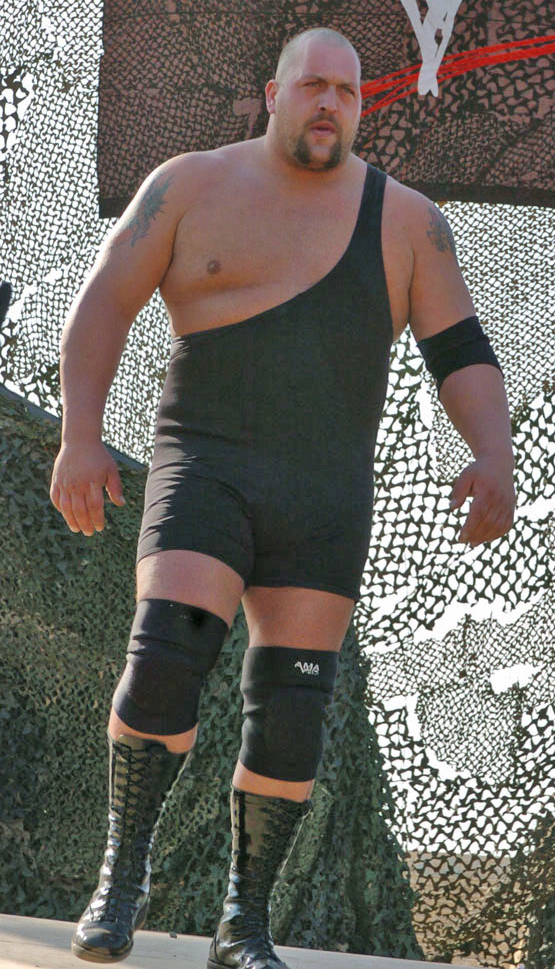
Big Show, 2004-ben

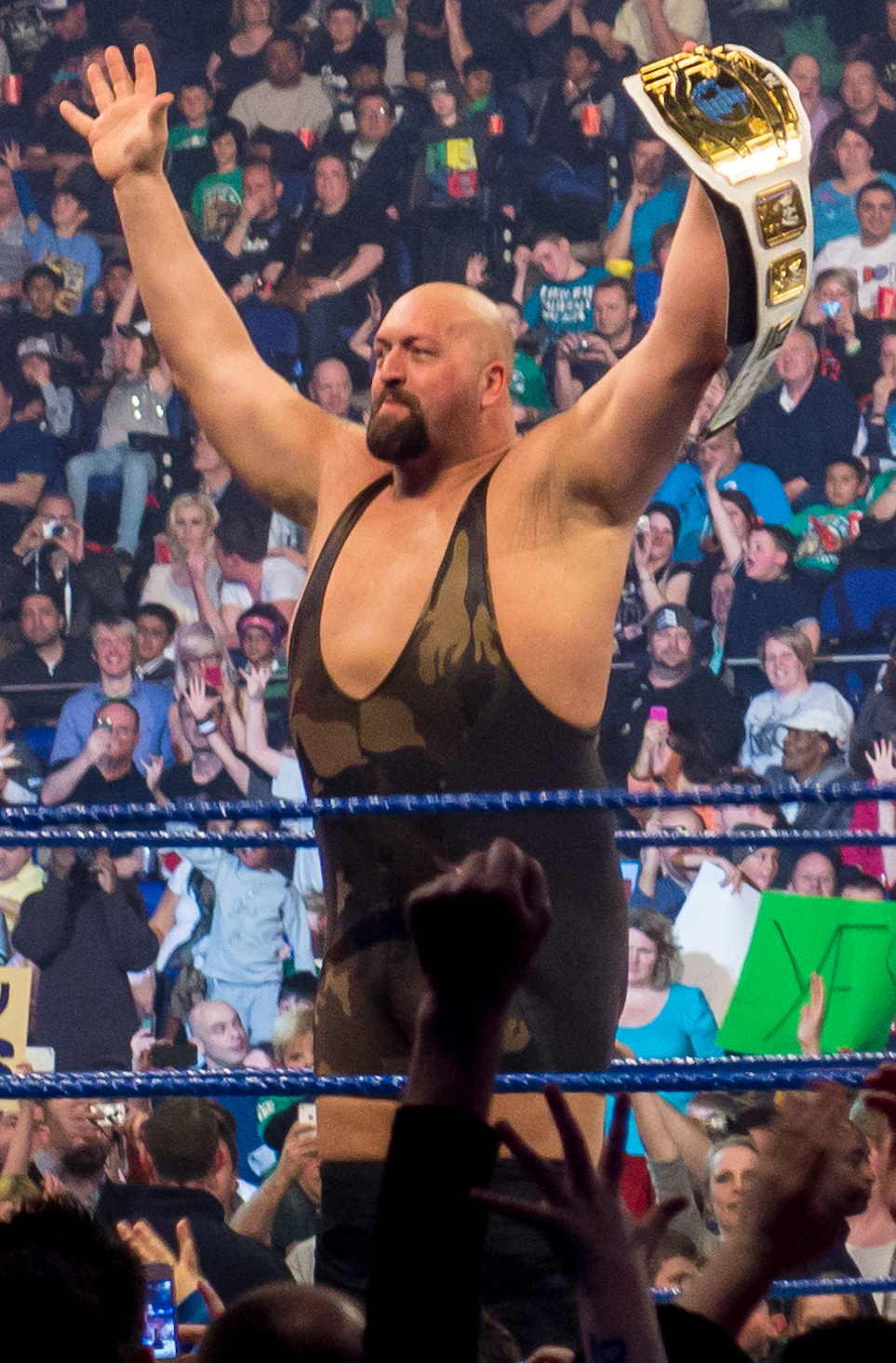
IC bajnok, 2012-ben

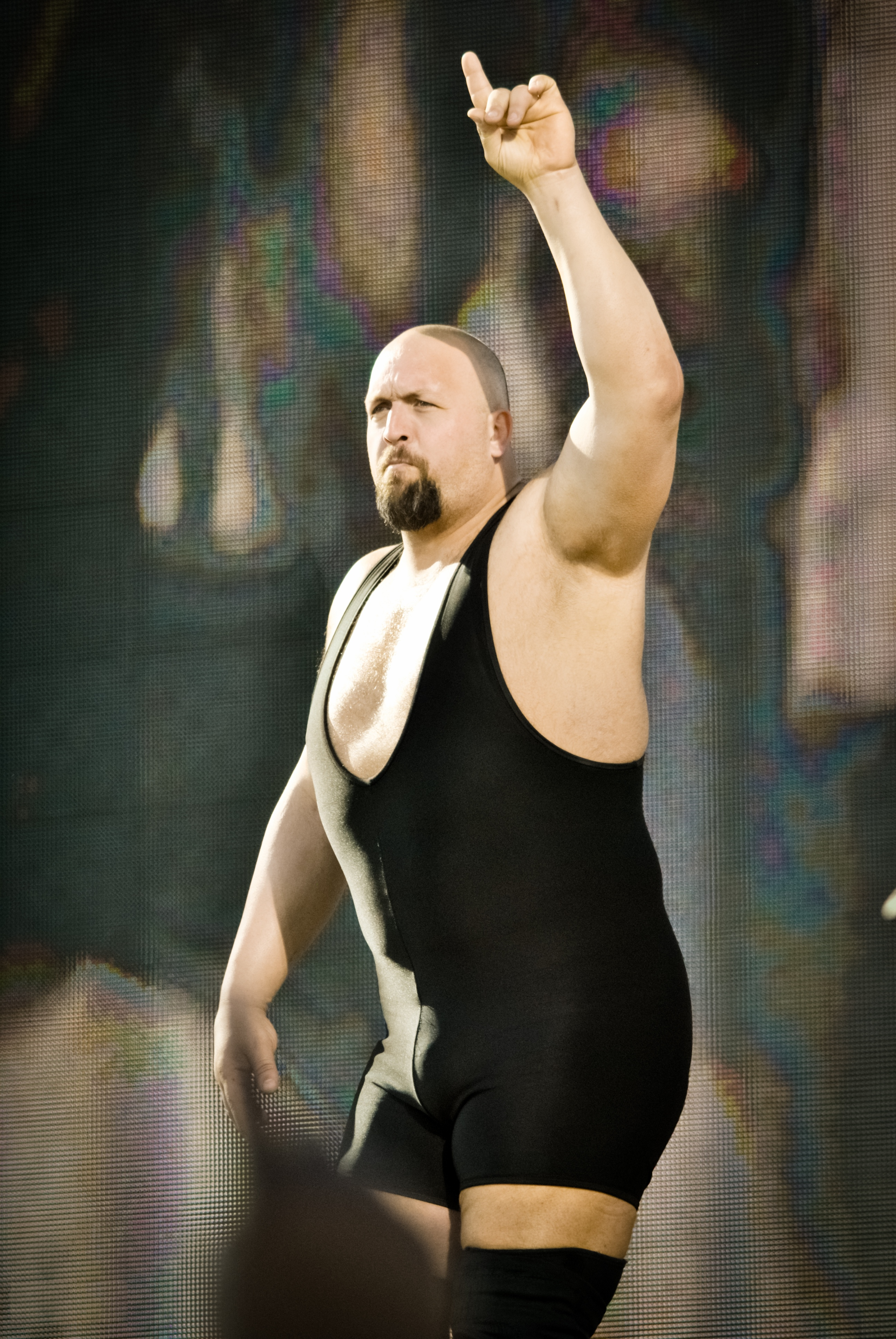
Big Show, 2010-ben

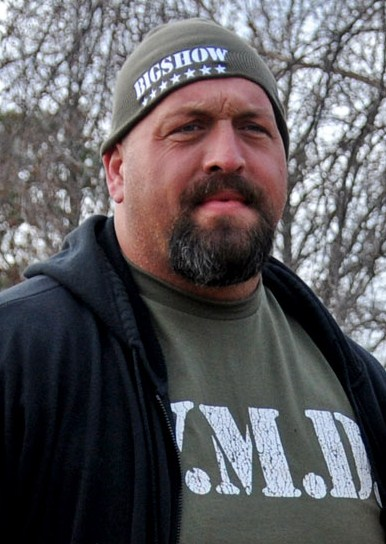
Big Show, 2011-ben

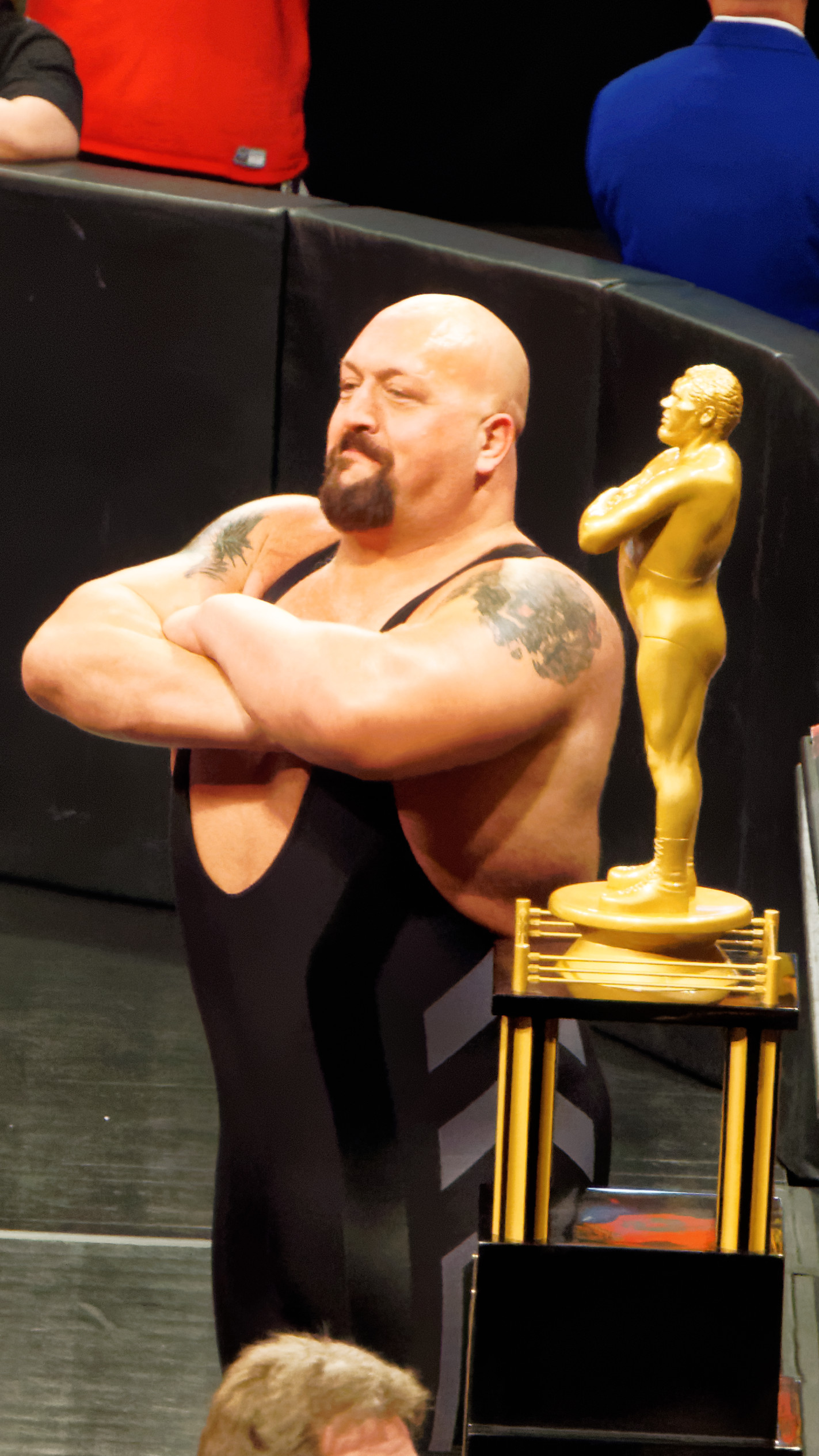
Andre the Giant trófea, 2015-ben

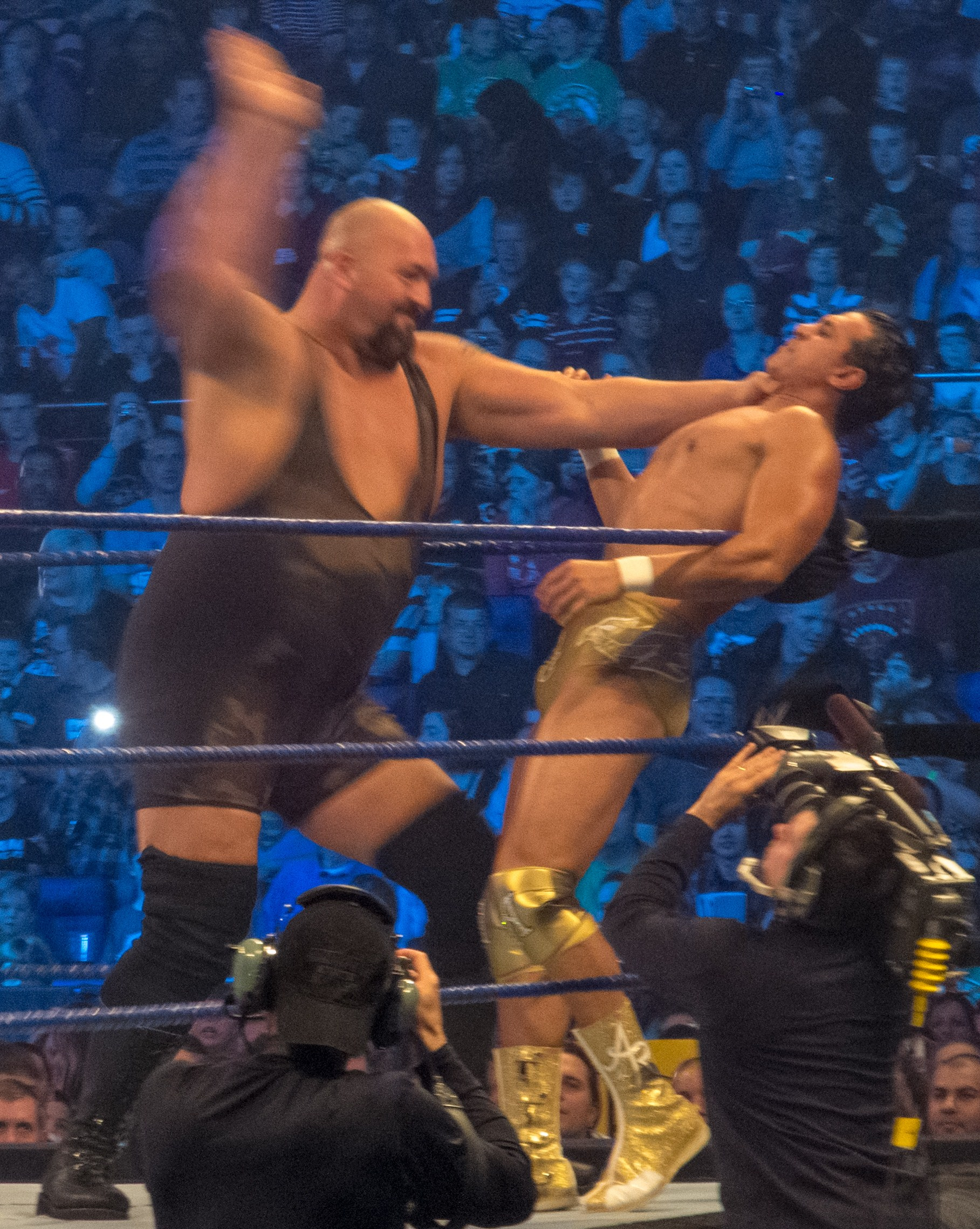
Big Show és Alberto Del Rio

Paul Donald Wight Jr., ismertebb nevén Big Show (Aiken (Dél-Karolina), 1972. február 8. –) amerikai profi birkózó, profi pankrátor. Korábbi ringneve a The Giant (magyarul az Óriás) volt. Pályafutása alatt 7x volt világbajnok: Kétszer megnyerte a WCW nehézsúlyú világbajnoki címet, kétszer a WWE világbajnoki címet, egyszer az ECW világbajnoki címet és kétszer a nehézsúlyú világbajnoki címet. Emellett egyszeres WWE interkontinentális bajnok, egyszeres WWE országos bajnok, kétszeres WWE Tag Team bajnok, háromszoros Tag Team világbajnok és háromszoros WCW Tag Team bajnok. 2015-ben megnyerte az „André the Giant” emlék trófeát a WrestleMania 31-en. Jelenleg a WWE-vel áll szerződésben.

## Profi pankrátor karrier

### World Championship Wrestling (1995–1999)
1995-ben kötött szerződést a World Championship Wrestling (WCW)-el. „The Giant” (Az Óriás) néven debütált, majd viszályba került Hulk Hogan-el. Nem sokkal később össze is csaptak, és az Óriás elnyerte tőle a WCW világbajnoki címet. Később ugyan Randy Savage ellen elvesztette, de pár hónappal később Ric Flair ellen újból visszaszerezte. Hogan megalapítja az nWo csapatot, majd elnyeri az Óriástól az övet. Ezt követően egy rövid ideig belépett hozzájuk az nWo-ba. Nem sokkal később kilépett, és inkább Lex Luger-el és Stinggel alapított csapatot. Legfőképp Kevin Nash és Scott Hall csapatával, a The Outsiders-el rivalizáltak. Az óriás összességében háromszor lett Tag Team bajnok a WCW-ben.

### World Wrestling Federation/Entertainment (1999–2006)
1999-ben aláír egy 10 éves szerződést a World Wrestling Federation (WWF)-el. 1999. február 9-én debütál az ifjabb Vince McMahon oldalán. Rövid idő elteltével már a „Big Show” Paul Wight nevet használja, amit később lerövidít Big Show-ra. Március 28-án, a WrestleMania XV-en Mankind ellen csap össze, ám a meccset elveszíti. Később szövetkezik az Undertaker-el, és megalapítják a The Unholy Alliance csapatot, amivel kétszer lesznek Tag Team világbajnokok. Miután az Undertaker háttérbe szorul a sérülések miatt; a Big Show célba veszi a WWF bajnoki címet. Novemberben a Survivor Series-en The Rock és Triple H ellen nyer egy „triple threat” meccsen, így ő lesz az új WWF bajnok. 
A Big Show ezután viszályba kezd a Big Boss Man-al. 1999 decemberében összecsapnak az Armageddon-on, ahol a Big Show-nak sikerül legyőznie őt. 2000. január 3-án Triple H elnyeri tőle a bajnoki címet a „Raw is War”-on; majd január 23-án részt vesz a Royal Rumble-n a Battle Royal meccsen. Ketten maradnak a fináléban, ám The Rock kiejti őt; így egy újabb viszály veszi kezdetét. Februárban a No Way Out-on összecsapnak, ahol a Big Show-nak sikerül nyernie. 
2000. április 2-án, a WrestleMania 2000-en egy „Fatal Four-Way Elimination” meccsen csap össze a WWF bajnoki címért The Rock, Mick Foley és Triple H ellen. Ő esett ki először, így a bajnoki címet nem sikerült megszereznie. Ezután elkezdte utánozni más birkózók gimmick-jét, mint például Rikishi-t, Val Venis-t, The Berzerker-t. Májusban Shane McMahon ellen lépett szorítóba a Judgment Day 2000-en, de kikapott tőle. Nem sokkal ezután a WWF fejlődési ágához, az Ohio Valley Wrestling (OVW)-hez küldték, hogy javítson fizikai állóképességén. 
A Royal Rumble-n, 2001. január 21-én visszatér a WWE-hez a Battle Royal meccsre; ám The Rock megint kiejti őt. Ezután a WWF Hardcore Championship-et veszi célkeresztbe. 2001. április 1-jén ringbe száll Kane és Raven ellen a WrestleMania X-Seven-en, ám az övet nem sikerül megszereznie. Április végén, a Backlash-en ismét Shane McMahon ellen csap össze, de ismét kikap tőle. November 18-án, a Survivor Series-en a WWF csapata (The Rock, Chris Jericho, The Undertaker, Kane és a Big Show) összecsap a Szövetség (The Alliance) csapatával (Stone Cold Steve Austin, Rob Van Dam, Kurt Angle, Booker T és Shane McMahon). A WWF csapata nyer, így a Big Show részese lehetett a győzelemnek. 2002. május 19-én, a Judgment Day-en összeáll Ric Flair-el; és Stone Cold Steve Austin ellen vívnak egy handicap meccset, amit elveszítenek. Ezt követően, 2002 novemberében a Big Show kétszeres WWE bajnok lett, amikor legyőzte Brock Lesnar-t a Survivor Series-en. 
Sokáig nem volt nála az öv, mivel decemberben Kurt Angle legyőzte őt az Armageddon-on, s ezzel elbukta a címet. 2003 januárjában, a Royal Rumble-n Brock Lesnar ellen csap össze, de ezúttal veszít. A WrestleMania XIX-en A-Train-el áll össze, és handicap meccset vívnak az Undertaker ellen, azonban nem sikerül nyerniük. Májusban a Judgment Day-en ismét Lesnar ellen csap össze a WWE bajnoki övért, de ismét veszít. Októberben, a No Mercy-n Eddie Guerrero legyőzésével ő lesz az új országos bajnok. 
A 2004-es Royal Rumble-n ismét részt vesz a Battle Royal meccsen, azonban Chris Benoit kiejti őt. 2004. március 14-én, a WrestleMania XX-on John Cena ellen kikap, így elbukja az országos bajnoki övet. Októberben, a No Mercy-n Kurt Angle-el csap össze, akit sikerül megvernie. 2005 februárjában, a No Way Out-on JBL-el csap össze a WWE bajnoki címért egy „Barbed Wire Cage” meccsen, ám nem sikerül nyernie. Áprilisban a WresteMania 21-en összecsap Akebono-val egy szumó meccsen, ám itt ismét kikap. A szeptemberi Unforgiven-en legyőzi Snitsky-t. Októberben csapatot alkot Kane-el, és a Taboo Tuesday-en legyőzik az aktuális Tag Team világbajnokokat; Lance Cade-t és Trevor Murdoch-ot. Decemberben, az Armageddon-on Rey Mysterio-val és Batista-val küzdenek meg, amit végül sikerül is megnyerniük. 
2006 januárjában Triple H-val kezd el egy viszályt. A New Year's Revolution-on össze is csapnak, ám a Big Show veszít. Ezt követően a WrestleMania 22-n Carlito és Chris Masters ellen védik meg a Tag Team övet; de másnap kikapnak a Spirit Squad (Kenny és Mikey) ellen. A bajnoki címet elvesztették, s emiatt viszály kerekedett Kane és a Big Show között. Kiírtak nekik április végére egy meccset a Backlash-en, ám ezt végül nem tartották meg.

### Extreme Championship Wrestling (ECW) (2006–2007)
A Big Show ezt követően átkerült az ECW-be, majd július 4-én Rob Van Dam legyőzésével megnyeri az ECW világbajnoki címet. Ezzel a győzelemmel ő az első és egyetlen olyan pankrátor, aki WWE, WCW és ECW világbajnok is volt. A következő néhány hétben sokszor megvédte a címét, majd viszályba kezdett Sabu-val. Az augusztusban megrendezett SummerSlam-en csaptak össze, amit a Big Show megnyert, így megvédte a címét. Novemberben, a Cyber Sunday-en King Booker és John Cena ellen csap össze a WHC övért, azonban ezt nem sikerül megnyernie. Ezt követően Cena-val kezd egy rövid viszályba. A Survivor Series-en a Cena csapat (John Cena, Kane, Bobby Lashley, Sabu, Rob Van Dam) és a Big Show csapat (Big Show, Test, Montel Vontavious Porter, Finlay, Umaga) mérkőzik meg egymással egy 10 emberes Tag Team meccsen, amit végül a Cena csapat nyer. 2006. december 3-án, a December to Dismember rendezvényen egy „Extreme Elimination Chamber” meccsen kell megvédenie címét Bobby Lashley, Rob Van Dam, Hardcore Holly, CM Punk, és Test ellen. A mérkőzést Bobby Lashley nyeri, így a Big Show elbukja az ECW világbajnoki címét. December 6-án, a visszavágon ismét veszített. Ezután két hónapig nem lehetett őt látni a sérülések miatt; 2007. február 8-án pedig lejárt a szerződése. Április 27-én részt vett a PMG Clash of Legends-en, ami a Memphis Wrestling rendezvénye volt. Itt összecsap Hulk Hogan-el, ám vereséget szenved tőle.

### Visszatérés a WWE-be (2008–2011)
2008. február 17-én tért vissza a No Way Out rendezvényen. A tömegből feltűnt Floyd Mayweather Jr. és kihívta őt egy meccsre. Március végén a WrestleMania XXIV-en össze is csaptak egy diszkvalifikáció nélküli meccsen, amit végül Floyd nyerte meg, igaz csalással. (Egy boxert tett a kesztyűjébe.) A Backlash-en a The Great Khali csapott össze egy egyéni meccsen, amit meg is nyert. Júniusban a One Night Stand-on legyőzte CM Punk-ot, John Morrison-t, Tommy Dreamer-t és Chavo Guerrero-t, s ezzel kiérdemelte az ECW bajnoki címmeccs jogát. A Night of Champions-on tehát Mark Henry és Kane ellen csapot össze az ECW övért egy „triple threat” meccsen, ám nem sikerült nyernie. Ezt követően Vickie Guerrero testőreként tevékenykedik, s ezáltal összetűzésbe kerül az Undertaker-el. Októberben összecsapnak a No Mercy-n, ahol a Big Show legyőzi az Undertaker-t. Ezután ismét megmérkőznek egymással a Cyber Sunday-on és a Survivor Series-en is, ám mindegyiket az Undertaker nyeri. 
2009. február 15-én, a No Way Out egy „Elimination Chamber” meccsen összecsap Triple H, Edge, The Undertaker, Jeff Hardy és Vladimir Kozlov ellen a WWE bajnoki címért; ám nem sikerül nyernie. Áprilisban a WrestleMania XXV-n John Cena és Edge ellen csap össze egy „triple threat” meccsen, azonban a WWE bajnoki címet most sem sikerül megnyernie. A Backlash-en ezt követően bosszúból megtámadja John Cena-t, így Edge nyeri meg a bajnoki címet. Ezzel egy viszály veszi kezdetét közöttük. A Judgment Day-en és az Extreme Rules-en is összecsapnak egymással, ám mindegyiket Cena nyeri. Júliusban, a Night of Champions-on a sérült Edge helyét átveszi, és Chris Jericho-val megvédik az egyesített bajnoki címüket a The Legacy ellen; majd a SummerSlam-en a Cryme Tyme (Shad Gaspard és JTG) ellen. 2009. december 13-án, a TLC-n vette el tőlük a címet a D-Generation X (Triple H és Shawn Michaels). 
2010. február 8-án, a RAW-on visszanyerte a címet DX-től az új tag team partnere segítségével, a The Miz-el. Csapatnevük „ShoMiz” lett. Többször megvédték címüket Yoshi Tatsu és Goldust, CM Punk és Luke Gallows; majd a WrestleMania XXVI-on John Morrison és R-Truth ellen is. 2010. április 25-én, az Extreme Rules-en The Hart Dynasty (David Hart Smith és Tyson Kidd), John Morrison és R-Truth valamint a The World's Strongest Tag Team (Montel Vontavious Porter és Mark Henry) ellen csaptak össze egy „Gauntlet” meccsen. A mérkőzést nem sikerült megnyerniük, ám mivel ez nem címmeccs volt, így az öv náluk maradt. Másnap, április 26-án a RAW-on címmeccset vívtak a The Hart Dynasty ellen. Ismét kikaptak, de most már a bajnoki címet is elbukták. Ezt követően visszakerült a SmackDown-ra, majd a WHC övet tűzte ki célul. Májusban az Over the Limit-en Jack Swagger-el csapott össze a WHC övért. Diszkvalifikáció miatt ugyan a Big Show nyert, de az övet így nem szerezte meg. 
A SummerSlamen egy 3 az 1 elleni handicap meccsen csapott össze The Straight Edge Society (CM Punk, Joseph Mercury és Luke Gallows) ellen, amit sikerült megnyernie; majd a Night of Champions-on egyéni küzdelemben is legyőzte CM Punk-ot. 2011. február 20-án, az Elimination Chamber-en csap össze a WWE övért Edge, Rey Mysterio, Kane, Drew McIntyre és Wade Barrett ellen, ám nem sikerül nyernie. Ezután összeáll Kane-el, majd WrestleMania XXVII-en a The Corre (Wade Barrett, Ezekiel Jackson, Heath Slater és Justin Gabriel) ellen csapnak össze Santino Marella és Kofi Kingston segítségével egy 4 a 4 elleni tag team meccsen, amit sikerül is megnyerniük. Ezt követően az Extreme Rules-en a The Corre (Wade Barrett és Ezekiel Jackson) ellen ismét összecsapnak, és ismét sikerül nyerniük. Májusban az Over the Limit-en a The New Nexus (CM Punk és Mason Ryan) ellen csapnak össze a Tag Team bajnoki címért, de vereséget szenvednek. 
Július 17-én, a Money in the Bank-on egyéni küzdelemben legyőzi Mark Henry-t; ám lesérül, és ezért 3 hónapot ki kell hagynia. Október 7-én tér vissza a SmackDown-ra, majd folytatja viszályát Mark Henry-vel. A Vengeance-n összecspanak a WHC övért, ám a ring leszakad, s így egyikük sem nyer. A Survivor Series-en ismét összecsapnak. Diszkvalifikáció miatt ugyan a Big Show nyeri a csatát, de az övet így nem szerezte meg. (Mark Henry övön alul ütött.) December 18-án megint megmérkőznek egymással a TLC-n. A Big Show ezúttal szabályosan nyer, s így ő lesz az új WHC bajnok. Sokáig azonban nem örülhetett a címének, mivel még aznap, a meccs után Daniel Bryan beváltotta ellene a Money in the Bank táskáját, s ezzel elvette tőle a WHC övet.

#### Különböző viszályok, bajnoki címmeccsek (2012–2013)
A 2012-es Royal Rumble-n ringbe száll a Battle Royal meccsen, ám Randy Orton kiejti őt. Az Elimination Chamber-en részt vesz a WWE bajnoki övért folyó harcban Daniel Bryan, Santino Marella, Wade Barrett, Cody Rhodes és The Great Khali ellen, ám nem sikerül nyernie. A következő hetekben Cody Rhodes ellen kezdett el egy viszályt. A WrestleMania XXVIII-on össze is csaptak, amit a Big Show meg is nyert, s ezzel ő lett az új interkontinentális bajnok. Április végén rendezték meg a visszavágót az Extreme Rules-en, amit a Big Show elvesztett, s így elbukta az övet. 2012. május 20-án, az Over the Limit-en beavatkozik a John Laurinaitis és John Cena elleni meccsbe. Kiüti Cena-t, így Laurinaitis nyer (aki ebben az időben a RAW főirányítója volt). Másnap a RAW-on azzal magyarázta tettét, hogy így Laurinaitis ad neki egy „bombabiztos szerződést”, valamint senki sem mutatott iránta semmilyen rokonszenvet, amikor kirúgták őt a cégtől. 
A Money in the Bank-on létrameccsen csap össze a WWE bajnoki címmeccs jogáért John Cena, Kane, Chris Jericho és The Miz ellen, ám nem sikerül nyernie. Időközben Laurinaitis-t kirúgják, így John Cena ellen folytatja viszályát. A SummerSlam-en egy „triple threat” meccsen összecsap CM Punk és John Cena ellen a WWE bajnoki övért, ám ezt sem sikerül megnyernie. WWE övről úgy tűnik lemond, majd 2012. október 28-án, a Hell in a Cell-en legyőzi Sheamus-t, így újra ő lesz a WHC bajnok. November 18-án a Survivor Series-en rendezik meg a visszavágót. A címet megőrizte, bár diszkvalifikáció miatt Sheamus nyert. December 16-án, a TLC-n ismét összecsaptak egymással, és a Big Show ismét megőrizte a címét. Ezt követően többször megvédte címét Sheamus és Alberto Del Rio ellen. 
2013. január 8-án Alberto Del Rio azonban legyőzi őt egy „Last Man Standing” meccsen a SmackDown-on; így 72 nap után elbukja a WHC övet. Január 27-én rendezték meg a visszavágót a Royal Rumble-n, ám a Big Show ismét veszített. Február 17-én, az Elimination Chamber-en ismét összecsapnak egymással, de a Big Show megint veszít. Márciustól a The Shield (Dean Ambrose, Seth Rollins és Roman Reigns) ellen keveredik viszályba. A WrestleMania 29-en össze is csap ellenük Randy Orton és Sheamus segítségével, ám a meccset nem sikerül megnyerniük. A mérkőzés végén viszályba kerülnek egymással, aminek az eredménye az lett, hogy a Big Show kiütötte Sheamus-t és Orton-t is. Emiatt május 19-én, az Extreme Rules-en Randy Orton ellen csap össze, ám a mérkőzést elveszíti.

#### A Vezetőség (2013–2015)
Három hónapos kihagyás után augusztus 11-én tér vissza, majd folytatja viszályát a The Shield-el és Orton-al. (Akik időközben csatlakoztak a Vezetőséghez.) Triple H és Stephanie McMahon kényszerítette őt, hogy üsse ki a barátait (mint például Daniel Bryan-t, Dusty Rhodes-t vagy a The Miz-t); különben elveszíti állását. Októberben, a Battleground-on beavatkozott a WWE cím mérkőzésbe, ami Bryan és Orton között folyt. Kiütötte mindkettőt, majd a bírót is, így a meccs döntetlennel zárult. (Ezzel a tettével üzenni próbált Triple H-nak és a Shield-nek.) A Survivor Series-en Randy Orton-al csap össze a WWE bajnoki címért, ám nem sikerül nyernie. Decemberben a TLC-n összeállt Rey Mysterio-val, és megmérkőznek a Tag Team bajnoki címért Cody Rhodes és Goldust, The Real Americans (Antonio Cesaro és Jack Swagger) valamint RybAxel (Ryback és Curtis Axel) ellen, ám nem sikerül nyerniük. 2014. január 6-án, a RAW-on viszályba kerül Brock Lesnar-al. 
Január 26-án össze is csapnak a Royal Rumble-n, de a Big Show alul marad. Április 6-án, a WrestleMania XXX-en részt vett az első Andre The Giant emlékére megrendezett 30 emberes Battle Royal meccsen. Antonio Cesaro-val marad a fináléban, azonban meglepetésre a Big Show veszít. Ezután pár hónapot kihagy, majd szeptemberben újabb viszálya alakul ki, immár Rusev ellen. A Hell in a Cell-en össze is csapnak, ám a Big Show veszít. A Survivor Series-en részt vesz egy 5 az 5 elleni; Cena csapat (John Cena, Dolph Ziggler, Big Show, Erick Rowan, Ryback) vs Vezetőség csapat (Seth Rollins, Kane, Mark Henry, Rusev, Luke Harper) elleni meccsen. A mérkőzésen csapattársa, John Cena ellen fordul. Kiütötte Cena-t, majd kezet fogott Triple H-val. A Big Show másnap azt nyilatkozta, hogy nehéz volt a döntés, de a családja az első; így inkább beáll a Vezetőség csapatába. Ezt követően Erick Rowan vonta kérdőre őt, s ezzel egy új viszály vette kezdetét. Decemberben a TLC-n csapnak össze, ahol a Big Show nyer. 
2015. január 25-én részt vesz a Royal Rumble-n, a Battle Royal meccsen, ám Roman Reigns kiejti őt. Februárban a Fastlane-n immár a Vezetőség csapatában (Kane és Seth Rollins társaságában) összecsap egy 3 a 3 elleni tag team meccsen Dolph Ziggler, Erick Rowan és Ryback ellen, amit sikerül is megnyerniük. Március 29-én, a WrestleMania 31-en részt vesz a második Andre The Giant emlékére megrendezett 30 emberes Battle Royal meccsen. A finálében Damien Mizdow ellen marad, ám sikerül legyőznie őt, s ezzel megnyeri a trófeát. Ezt követően Roman Reigns ellen kerül újabb viszályba. Április 26-án, az Extreme Rules-en egy „Last Man Standing” meccsen csapnak össze, amit Reigns nyer meg.

#### Interkontinentális bajnoki célkitűzés (2015–)
Kis kihagyás után május 31-én tér vissza az Elimination Chamber-en, ahol kiüti a The Miz-t, s ezzel egy újabb viszály veszi kezdetét. Ezt követően Ryback-et és az interkontinentális övet helyezi célkeresztbe. Június 14-én, a Money in the Bank-on tehát összecsap Ryback-el, az aktuális bajnokkal. A mérkőzés végén a Miz beavatkozik, és megtámadja Show-t. Diszkvalifikáció miatt ugyan a Big Show nyer, de így nem szerzi meg az övet. Július 19-én, a Battleground-on The Miz és Ryback ellen csapott volna össze egy „triple threat” meccsen a bajnoki címért, ám Ryback térdsérülése miatt a meccset elhalasztották. Augusztus 23-án, a SummerSlam-en viszont összecsaptak, ám nem sikerült legyőznie Ryback-et. 2016 januárjában részt vett a Royal Rumble meccsen, illetve áprilisban az André the Giant Battle Royal meccsen, de mindkettőt elveszíti. Július 19-én a WWE Draft-on a RAW csapatához kerül. 2017-ben ismét részt vesz a Royal Rumble meccsen, de az előző évhez hasonlóan Braun Strowman ismét kiejti őt.

## Eredményei
WCW Champion (2x)
- 1995.10.29.: Hulk Hogan-t győzte le a Halloween Havoc-on.
- 1996.04.22.: Ric Flair-t győzte le a Nitro-n.

WCW Tag Team Champion (3x)
- 1997.02.23.: Csapattársával, Lex Luger-el legyőzték a The Outsiders-t (Kevin Nash és Scott Hall)-t a SuperBrawl VII-n.
- 1998.05.17.: Csapattársával, Sting-el legyőzték a The Outsiders-t (Kevin Nash és Scott Hall)-t a Slamboree-n.
- 1998.07.20.: Csapattársával, Scott Hall-al legyőzték Sting-et és Kevin Nash-t a Nitro-n.

ECW Champion (1x)
- 2006.07.04.: Rob Van Dam-ot győzi le az ECW-ben.

WWE Championship (2x)
- 1999.11.14.: Dwayne „The Rock” Johnson és Triple H ellen nyert egy „triple threat” meccsen, a Survivor Series-en.
- 2002.11.17.: Brock Lesnar ellen nyert a Survivor Series-en.

World Heavyweight Championship (2x)
- 2011.12.18.: Mark Henry-t győzte le a TLC-n.
- 2012.10.28.: Sheamus-t győzte le a Hell in a Cell-en.

WWE Tag Team Championship (3x)
- 2009.07.26. Chris Jericho-val (Jeri-Show) legyőzik Ted DiBiase-t és Cody Rhodes-t a Night of Champions-on.
- 2010.02.08. The Miz-el (ShoMiz) legyőzik a D-Generation X (Shawn Michaels és Triple H)-t a RAW-on.
- 2011.04.22. Kane-el legyőzik Heath Slater-t és Justin Gabriel-t a SmackDown-on.

World Tag Team Championship (3x)
- 1999.08.22.: Csapattársával, az Undertaker-el (The Unholy Alliance) legyőzték Kane-t és X-Pac-t a SummerSlam-en.
- 1999.09.09.: Csapattársával, az Undertaker-el (The Unholy Alliance) legyőzték Mankind-et és The Rock-ot a SmackDown-on.
- 2005.11.01.: Csapattársával, a Kane-el legyőzték Lance Cade-t és Trevor Murdoch-ot a Taboo Tuesday-en.

WWE Intercontinental Championship (1x)
- 2012.04.01.: Cody Rhodes-t győzte le a WrestleMania XXVIII-on.

United States Championship (1x)
- 2003.10.19.: Eddie Guerrero-t győzte le a No Mercy-n.

Andre the Giant emlék trófea (1x)
- 2015.03.29.: 30 emberes Battle Royal meccsen, a WrestleMania 31-en nyerte meg. Damien Mizdow-t ejtette ki utoljára.

## Bevonuló zenéi
- „Chokeslam” előadó: Önmaga (WCW)
- „Rockhouse” előadó: Frank Shelley (WCW; New World Order)
- „Big” előadó: Jim Johnston (1999. április – 2006. május 29. között)
- „Big (Remix)” előadó: Mack 10, K Mac, Boo Kapone, és MC Eiht (2000. május)
- „Crank the Walls Down” előadó: Maylene and the Sons of Disaster (2009. július 31. – 2010. január 4. között; Chris Jericho tag team társaként)
- „Crank It Up” előadó: Brand New Sin (2006. június 7. – napjainkig)

## Magánélete
Wight már tizenkét éves korában 188 cm magas, és 100 kg-os volt. 1990-ben sikeres agyalapi mirigy műtéten esett át; 1991-ben pedig tagja volt a Wichita State University kosárlabda csapatának. Batesburg-Leesville-ben, a Wyman King Akadémián kosárlabdát és amerikai futballt játszott. 1997. február 14-én feleségül vette Melissa Ann Piavis-t, majd született egy lányuk, Cierra. 2000-ben azonban elváltak, ám a válás véglegesítése 2002. február 6-án történt meg. 2002. február 11-én feleségül vette a második feleségét, Bess Katramados-t; akitől még két gyermeke született. 1999 márciusában Robert Sawyer bántalmazással vádolta Wight-ot, ám a bíróság ítélete szerint nem volt bűnös.

## Ajánlott oldalak
- WWE Championship title history
- WWE United States Championship title history
- World Tag Team Championship title history
- WWE Tag Team Championship title history
- ECW Championship title history
- Intercontinental Championship title history
- World Heavyweight Championship title history

## Fordítás
Ez a szócikk részben vagy egészben  a   Big_Show című angol Wikipédia-szócikk fordításán alapul.  Az eredeti cikk szerkesztőit annak laptörténete sorolja fel. Ez a jelzés csupán a megfogalmazás eredetét és a szerzői jogokat jelzi, nem szolgál a cikkben szereplő információk forrásmegjelöléseként.